# Brecqhou

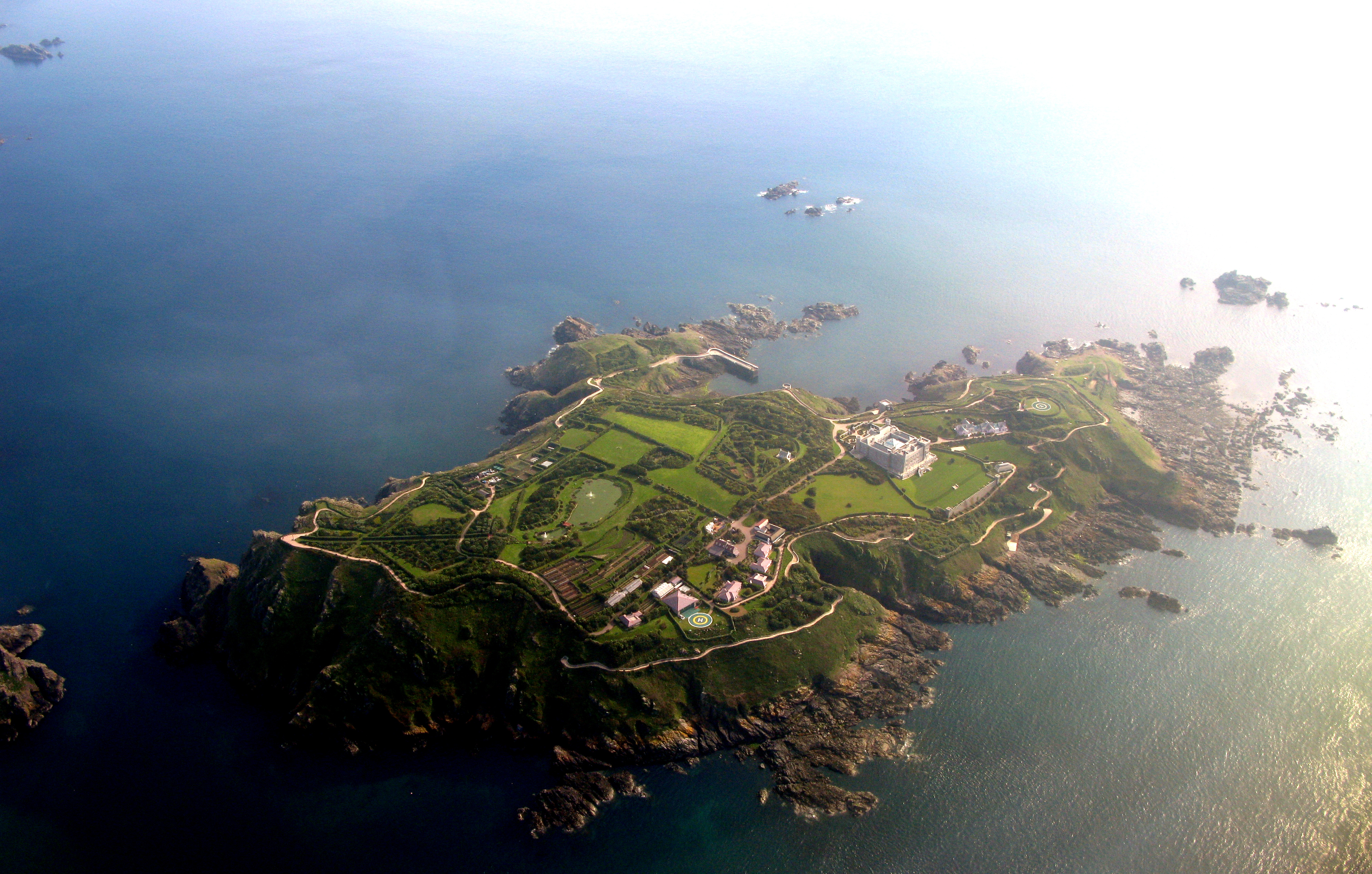
Flygbild över ön.

Brecqhou är en av de minsta öarna i Engelska Kanalen. Den är cirka 35 hektar stor och belägen strax väster om Sark. Ön lyder under Sark som ett så kallat tenement (vilket de nuvarande ägarna emellertid inte vill erkänna). Tidigare ägdes ön av en släkt från Guernsey, La Marchant, men den köptes 1993 av Sir David och Sir Frederick Barclay, som på ön låtit uppföra en slottsliknande bostad – Fort Breqchou. De har givit ut Brecqhou-frimärken sedan 1999. 
Namnet Brecqhou härstammar från de fornnordiska orden brekka 'brink' eller 'klippa' och holm (holmr) 'holme, ö'.